# Ramón Sáez
Pour les articles homonymes, voir Sáez.
Sáez  Marzo est un nom espagnol. Le premier nom de famille, en général paternel, est Sáez ; le second, en général maternel, souvent omis, est Marzo.

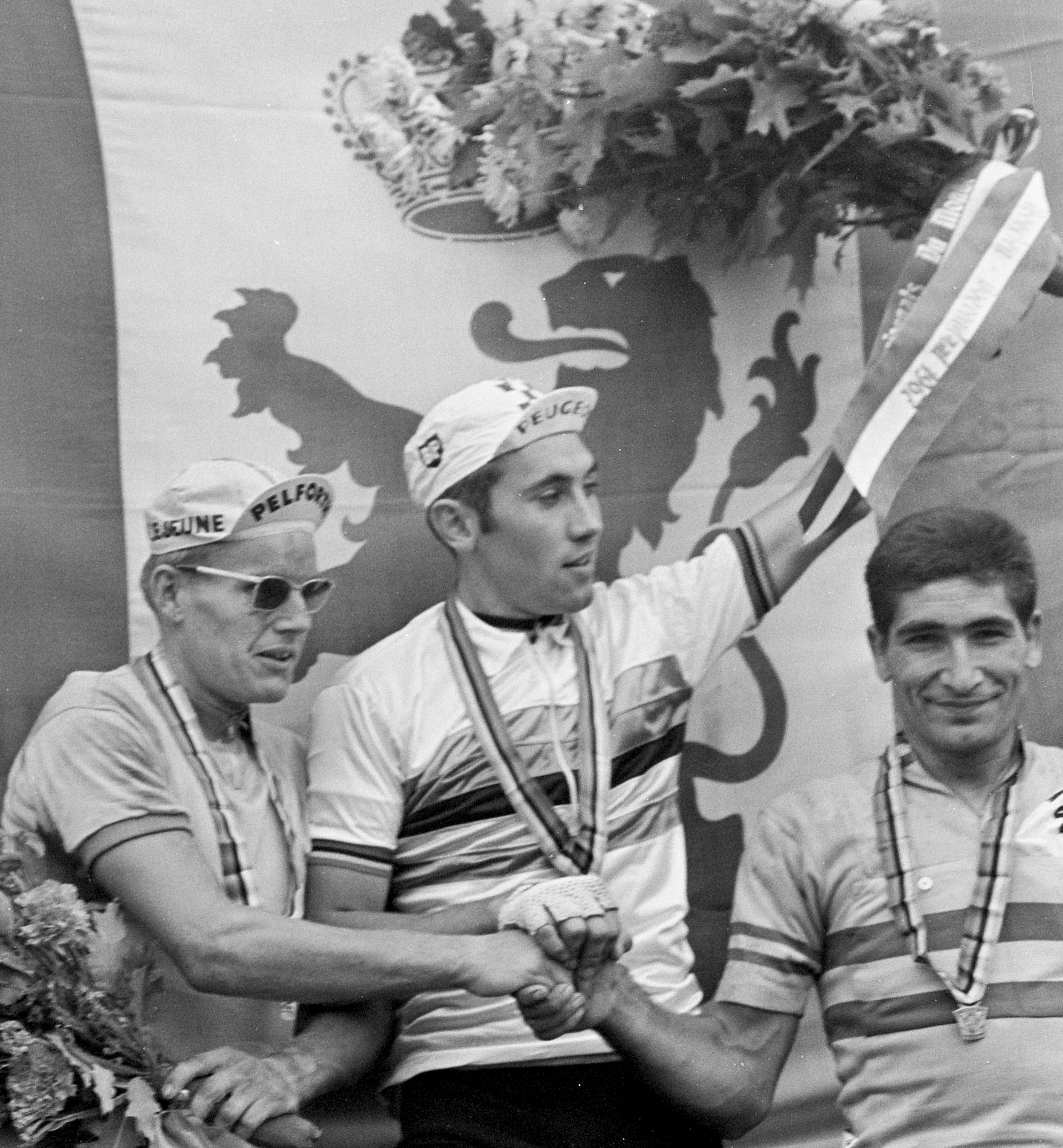
Ramón Sáez (à droite), avec Jan Janssen et Eddy Merckx sur le podium du championnat du monde de 1967

Ramón Sáez Marzo (né le 4 janvier 1940 à Utiel et mort le 18 juin 2013 à Valence) est un coureur cycliste espagnol, professionnel de 1965 à 1973. Il était surnommé Tarzan (Tarzán en espagnol) . Il a vécu à Quart de Poblet et à Xirivella.

## Palmarès
- 1964
  -  Médaillé d'argent du championnat du monde du contre-la-montre par équipes
- 1965
  - 12e et 14e étapes du Tour du Portugal
  - 7eb étape du Tour de Catalogne
  - 3e de la Klasika Primavera
- 1966
  - Barcelone-Andorre
  - 1re (contre-la-montre par équipes) et 5e étapes du Tour de Majorque
  - 3e du GP Munecas Famosa
- 1967
  - 3e et 4e étapes du Tour d'Espagne
  - Trofeo Elola
  -  Médaillé de bronze du championnat du monde sur route
- 1968
  - 5e étape du Tour d'Andalousie
  - 5e étape du Tour du Levant
  - 11e étape du Tour d'Espagne
- 1969
  -  Champion d'Espagne sur route
  - 7e et 8e étapes du Tour d'Espagne
- 1970
  - Trophée Luis Puig
  - 2ea étape du Tour du Levant (contre-la-montre par équipes)
  - 8ea et 15e étapes du Tour d'Espagne
  - 3e et 7ea étapes du Tour d'Aragon
  - 2eb étape du Tour des vallées minières
  - Trofeo Masferrer
- 1971
  - 2e étape du Tour du Levant
  - Tour d'Aragon :
    - Classement général
    - 1re, 3e et 4e étapes

  - 3eb étape du Tour de La Rioja (contre-la-montre par équipes)
  - 2e du Trofeo Masferrer
  - 3e du GP Pascuas

## Résultats sur les grands tours

### Tour de France
1 participation
- 1967 : 85e

### Tour d'Espagne
7 participations
- 1966 : 19e
- 1967 : 39e, vainqueur des 3e et 4e étapes
- 1968 : 32e, vainqueur de la 11e étape
- 1969 : 19e, vainqueur des 7e et 8e étapes,  maillot jaune pendant 3 jours
- 1970 : 40e, vainqueur des 8ea et 15e étapes
- 1971 : 53e
- 1972 : non-partant (6ea étape)